# Muñoveros
Muñoveros é um município da Espanha na província de Segóvia, comunidade autónoma de Castela e Leão, de área 19,37 km² com população de 213 habitantes (2007) e densidade populacional de 10,14 hab/km².

## Demografia
| Variação demográfica do município entre 1991 e 2004 | Variação demográfica do município entre 1991 e 2004 | Variação demográfica do município entre 1991 e 2004 | Variação demográfica do município entre 1991 e 2004 |
| --------------------------------------------------- | --------------------------------------------------- | --------------------------------------------------- | --------------------------------------------------- |
| 1991                                                | 1996                                                | 2001                                                | 2004                                                |
| 243                                                 | 218                                                 | 207                                                 | 197                                                 |